# Dīmītrīs Dīmakopoulos
Dīmītrīs Dīmakopoulos (in greco Δημήτρης Δημακόπουλος?; Salonicco, 28 gennaio 1966) è un ex cestista greco.

## Carriera
Con la Grecia ha disputato i Campionati mondiali del 1986.

## Palmarès
- Campionato greco: 1

PAOK Salonicco: 1991-92